# Pápai vár

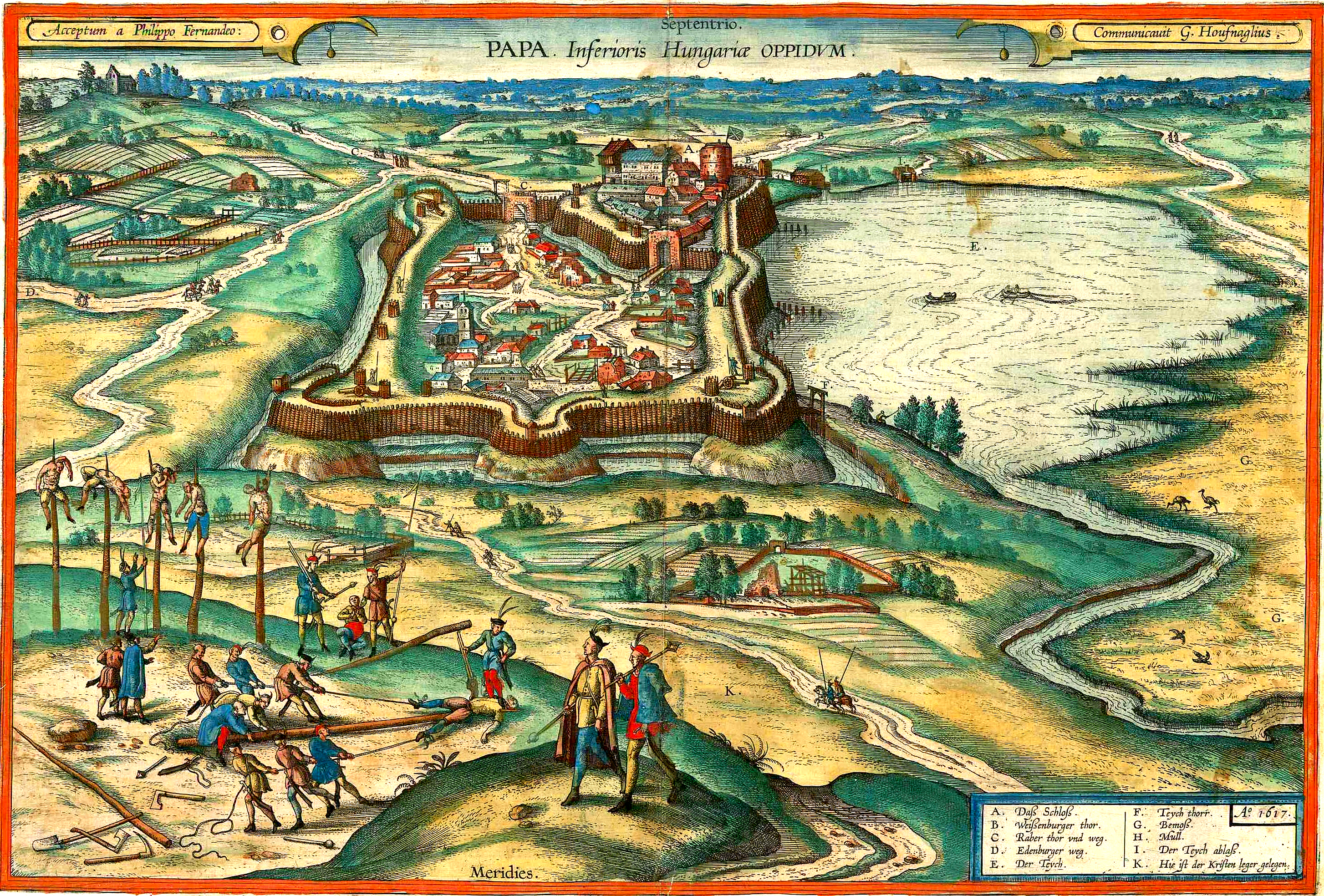
Karóbahúzás ábrázolása Georgius Houfnaglius Pápát ábrázoló metszetén 1617-ből, az előtérben valószínűleg a lázadó vallon zsoldosok 1600-ban történt kivégzése látható Pápa vára előtt

A pápai vár a török hódoltság korában a végvárrendszer fontos tagja volt. Bár síkságon épült, a mellette elterülő mocsaras tó és a Tapolca-patak védhetővé, Bécshez való közelsége stratégiailag fontos várrá tették. A 18. században lerombolták, ma már csak a délnyugati bástya helyén, a mai Bástya lakótelepen levő falmaradvány és néhány utcanév emlékeztet az egykori végvárra.

## Története
Pápa mezőváros az Árpád-korban udvarnokispánság, ennek megfelelően egy nagyobb terület központja volt. Már ekkor állt itt egy királyi udvarház, ennek helye azonban bizonytalan, talán a mai Várkastély helyén kell keresni.
Valamiféle erősség biztosan állt már a 15. század elején, Pápán tartották ugyanis 1401-ben azt a főúri gyűlést, amelyen Luxemburgi Zsigmond bántatlanságot ígért az őt fogságban tartó uraknak. Ekkor Pápa a Zsigmond-párti Garai Miklós birtoka volt, akit a király 1402-ben nádori rangra emelt. Valószínűleg a Garai család építtetett a század első harmadában egy megerősített udvarházat a mai Várkastély helyén. Ez már nem lehetett jelentéktelen erődítmény, az Albert király halálát követő trónviszályban 1442-ben visszaverte a Habsburg-párt cseh zsoldosainak ostromát. A 15. századtól az oklevelek rendszeresen említik a pápai vár várnagyait.
A várost körülölelő külső várat valószínűleg a mohácsi csatát követő években, talán éppen a várost 1529-ben ért török támadás után kezdték felépíteni, a sebtében felhúzott gyenge palánk azonban – amely a későbbi várnál bizonyára valamivel nagyobb területet fogott közre – aligha állhatott volna ellen egy komoly ostromnak. A vár tényleges építtetője Martonfalvay Imre deák, a Pápát birtokló enyingi Török család számtartója volt, aki 1543-ban érkezett a városba. Emlékiratában így ír erről: „Az várat pusztán találám, várassát épületlen, igen megbusulék rajta. […] Ez időkezbe megösmerém és jól eszembe vevém, hogy ez keves néppel nem vagyok elég az nagy puszta Pápa várassának oltalmára és megtartására es hitvány palánk mellett, elhagyám az vár épületeit, az várast kezdém először építeni, honnét az várat óltalmazzák. Az várast kissebben szakasztám, palánkját fölállatám, fonatám és sároztatám gyorsasággal, azután az árokját is megásatám. […] Azután az vár környül való hitvány palánkot is jó bástyákkal második esztendő fordulatjában Isten segítségével ujolan megépítém jó módon, sok gondviselésömmel és szorgalmatosságommal.”
Martonfalvay a török fenyegetettség miatti sietségben tehát a városnak csak egy részét kerítette körül. A falak felhúzásával kijelölte a későbbi belváros területét, ezzel évszázadokra meghatározva a város további fejlődését. A biztonságot nyújtó falakon belül nagyszámú népesség gyűlt össze, a területet sűrűn beépítették, a 17. századra kialakult utcahálózat lényegében máig változatlan. A falakon kívül maradt részek – jobbára kertek, gazdasági épületek, úgynevezett majorok –, melyek a török támadások során elnéptelenedtek, még jóval a törökök kiűzése után is megőrizték különállásukat: a nyugati Felső-, a déli Alsómajornak 1842-ig saját tanácsa volt.
A várnak a török hódoltság terjeszkedése, Buda (1541) és Székesfehérvár (1543) eleste után nőtt meg a jelentősége. Martonfalvay vezetésével két török ostromot vert vissza 1543-ban és 1555-ben. A század közepétől Pápa önálló főkapitányság, a vidék egyik meghatározó végvára volt, a Bécs előtti védvonal részeként az Udvari Haditanács védelmi terveiben kiemelt helyet kapott. A helyőrség létszámát tekintve a győri végvidék harmadik legnagyobb vára volt Győr és Veszprém után (az előírt létszám 459 fő volt, ténylegesen azonban 500-1000 fő között ingadozott). Híres kapitányai között találjuk Török Jánost, Majthényi Lászlót, Huszár Pétert, Török Istvánt.
Pápa kétszer került török kézre: először a tizenöt éves háború során három évre, 1594 és 1597 között (a belső vár körüli árkot Szemender pasa ásatta), majd a Bécs elleni utolsó hadjárat során 1683-ban másfél hónapra. Közben 1600-ban is elszenvedett a vár egy két hónapos ostromot a császári seregektől, amikor a zsold elmaradása miatt fellázadt vallon katonák átvették a vár feletti uralmat és a török kezére akarták játszani.
A török 17. századvégi kiűzése után, 1702. február 7-én a I. Lipót császár elrendelte a védelmi funkciójukat vesztett kisebb magyarországi erősségek, köztük a pápai végvár lerombolását, Esterházy Antal földesúr közbenjárásának és Veszprém vármegye 1702. március 20-ai közgyűlésének köszönhetően azonban ez elmaradt.
A pápai vár utoljára a Rákóczi-szabadságharcban töltött be katonai funkciót, viszont ez a néhány év hozta a legnagyobb megpróbáltatást a lakosság számára: 1704 és 1709 között a vár és a város nyolcszor cserélt gazdát. 1704 januárjában elfoglalta Károlyi Sándor kuruc vezér, márciusban azonban már újra császári kézen volt, Sigbert Heister tábornagy pedig felgyújtatta a várost. Májusban visszatértek a kurucok, ekkor Esterházy Antal földesúr, a vár főkapitánya is átállt hozzájuk. Három újabb hatalomváltás után 1705 végén Bottyán János tábornok elfoglalta Pápát, itt rendezte be főhadiszállását és innen intézett hadba hívó kiáltványt a Dunántúl népéhez. Ezzel a kuruc uralom két évig tartó, viszonylag nyugalmas időszaka köszöntött a városra.
Valahányszor a császári seregek elfoglalták a várat, nem mulasztották el kirabolni és felégetni (az 1707. augusztusi tűzvészben csak két ház maradt épségben), a szabadságharc leverése után pedig, mint a lázadók egyik központját, lerombolták. Az 1740-es években kezdetét vette a belső vár átalakítása főúri rezidenciává, melynek során a század végére létrejött az Esterházy-kastély. 1752-ben Mária Terézia királynő Esterházy Ferenc földesúr kérésére pedig elrendelte a külső vár még álló falainak lebontását. Egy 1783-ban készült térkép még jelöli a romok – néhol már beépített – helyét, egy 1808-as térkép viszont már csak a délnyugati bástya sáncait tünteti fel; az utolsó falmaradványokat tehát a 18. század végén bonthatták el.

## Elhelyezkedése

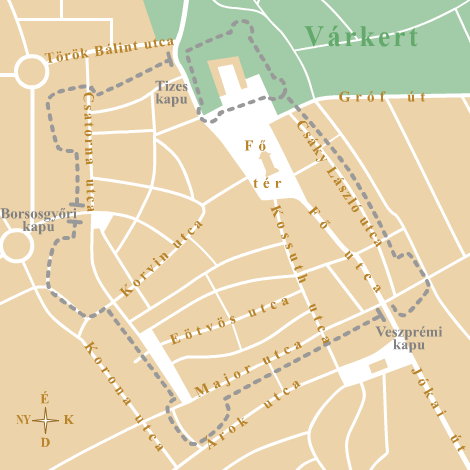
Az egykori várfalak valószínű helye a mai utcahálózatra vetítve

Mint a korabeli metszeteken láthatjuk, Pápa a 16. században a Tapolca-patak bal partján terült el, a várostól keletre a patak vizét tóvá duzzasztották, ami így hathatós védelmet nyújtott a városnak. Mind a belső, mind a külső vár körül árok, az úgynevezett Cinca-árok húzódott, amelybe szintén a Tapolca vizét vezették.
Kőből csak a régebbi belső vár és a kapuk épültek. A külső várfalak palánképítmények voltak, melyeket úgy alakítottak ki, hogy kettős cölöpsor közé földet döngöltek. A vár kerülete Nádasdy Tamás nádor 1555-ben készült felmérése szerint 1575 lépés (= 2986 méter) volt. Ennek némileg ellentmond az 1597-es ostromot vezető Giorgio Basta feljegyzése, mely szerint egy és egyharmad olasz mérföld (= 2318 méter) volt a falak hossza.
A várfalak hozzávetőleg a mai belvárost ölelték körül. A belső vár az erőd északkeleti részén, a mai Esterházy-kastély helyén állt (a kastély a vár alapfalaira épült a 18. században). A keleti, tó felőli védvonal a mai Csáky László utca mentén húzódott. A déli fal a Deák Ferenc és Major utca házai mögött haladt, a szomszédos Árok utca pedig a Cinca-árokról nyerte nevét, amelyet csak 1933-ban boltoztak be. A délnyugati bástya a mai tűzoltólaktanya helyén állt, erre a Bástya utca neve emlékeztet. A nyugati bástya vonalát követi a mai Irhás utca. A vár északi fala a Flórián és a Török Bálint utca házsorai között húzódott.

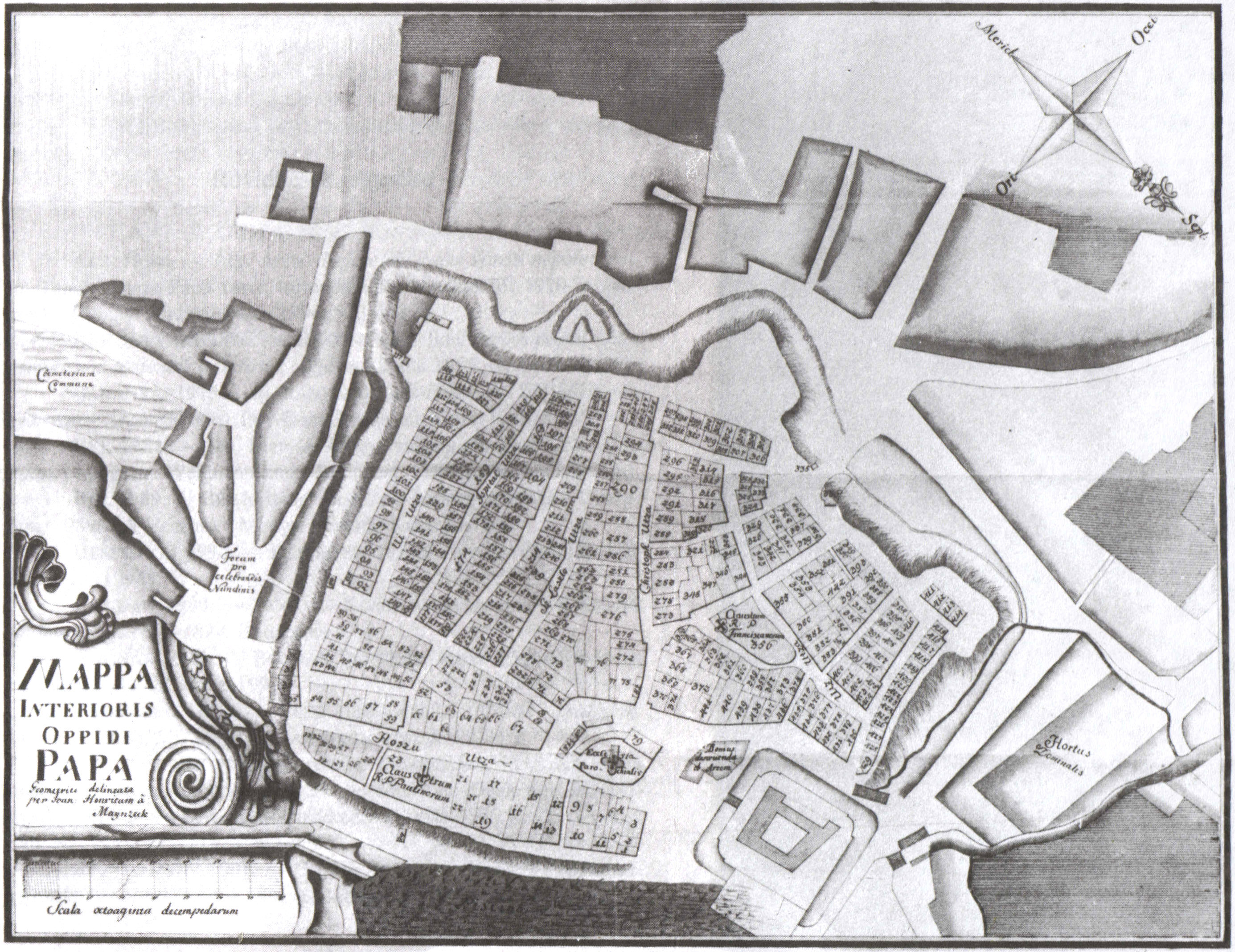
Pápa Maynzeck Henrik térképén

A várnak három kapuja volt. Északon, a mai Szent István út és Flórián utca találkozásánál, közvetlenül a belső vár mellett nyílt a Győri-, vagy másképp Tízes-kapu; utóbbi nevét onnan kapta, hogy itt lehetett kijutni a város legnagyobb malmához, a Tízes-malomhoz (amit pedig tíz kerekéről neveztek el). A Hosszú utca végén (a mai Fő utca és Március 15. tér találkozásánál), a délnyugati bástya mellett nyílt a Veszprémi kapu, amit Halász-kapunak is neveztek, itt volt ugyanis a halpiac. A nyugati bástya mellett pedig, a mai Kis tér helyén a Borsosgyőri-kapu nyílt. Korábban egy negyedik kapu is lehetett a Szent László utca végén: a Szent László-kapu.

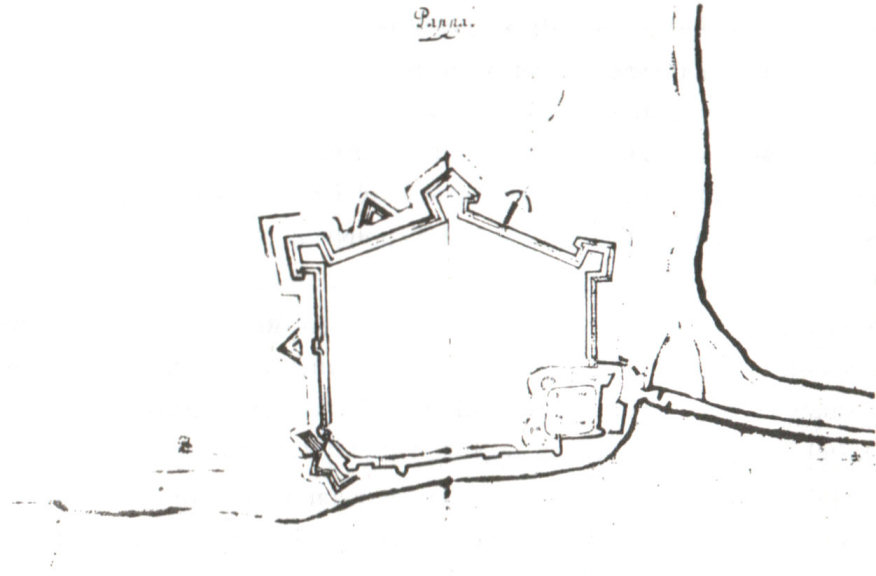
A karlsruhei gyűjtemény ábrája

Kezdetben mind a négy bástya ívelt körvonalú, úgynevezett rondella volt. Az 1597-es ostromról szóló beszámolók egyedül a nyugatra néző Borsosgyőri bástyát említik olasz- vagy fülesbástyaként, melynek szögletes kialakítása lehetővé tette, hogy a falakat a védők úgy fedezzék, hogy maguk védve legyenek az ellenséges tűztől. Érdekes, hogy a talán legismertebb korabeli Pápa-ábrázoláson, Georgius Houfnaglius 1617-ben készült rézmetszetén csak rondellákat látunk, holott ez feltehetőleg egy 1600-ban történt eseményt, a lázadó vallon zsoldosok kivégzését örökíti meg, amikor az említett olaszbástyának már állnia kellett. A rajzon a vár alakja egyébként is meglehetősen elnagyolt, nem egyezik a más metszeteken, térképeken látható formával. A művész valószínűleg nem látta a várat, talán szemtanúk elbeszélése alapján dolgozott.
A vár visszavétele után valamennyi bástyát átalakították olaszbástyává, amint több 17. századi metszeten látható. Ezt igazolja Maynzeck Henrik 1730-as években készült várostérképe is, melyen ábrázolta a már romos vár még álló falait, és amelyen jól láthatók a bástyák szögletes formái. A leghitelesebb ábrázolásnak a karlsruhei gyűjtemény 1667-es Pápa-térképét tartják.

## Külső hivatkozások
- Metszetek a várról a Jókai Mór Városi Könyvtár honlapján